# مزدا پورتر

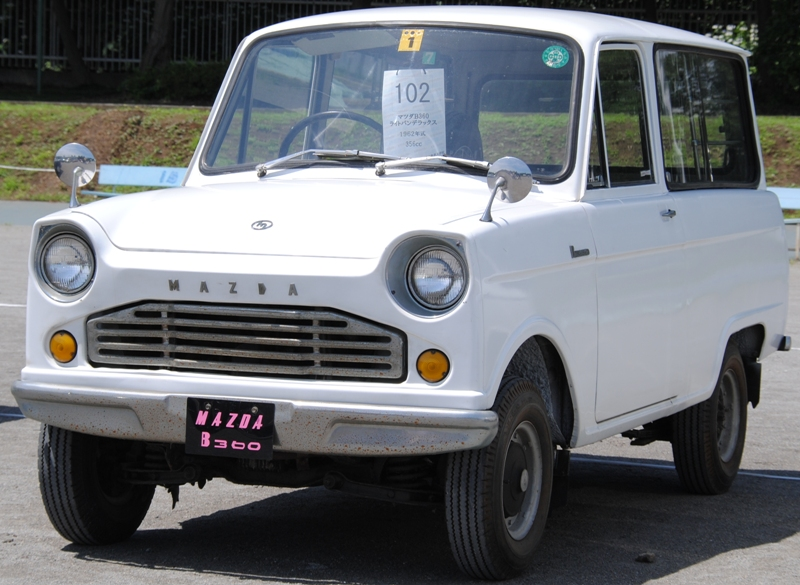

مزدا پورتر (Mazda Porter) خودرویی است که در سال‌های ۱۹۶۱—۱۹۶۸تولید شده‌است. طراحی آن خودروهای موتور جلو-محور عقب بوده ‌است. سیستم جعبه‌دندهٔ آن به دو صورت خودکار و دستی است.